# Linnainen
Linnainen (en suédois : Linnais) est un quartier du district de Myyrmäki de Vantaa en Finlande.

## Description
Linnainen est situé dans le coin sud-ouest de Vantaa, il borde Espoo au sud et à l'ouest, Hämeenkylä au nord ainsi que Hämeenkylä et Hämeevaara et Askisto à l'est,.
La rue Linnaistentie traverse Linnainen et se termine à son croisement d'Ainontie, qui passe devant le manoir de Linnainen sur la rive du lac Pitkäjärvi. 
Ainontie est la route médiévale Turku-Viipuri, ou Kuninkaantie. 
La partie centrale de Linnainen est coupée par Rajatorpantie, qui va du centre du  district de Myyrmäki jusqu'à Espoo.